# Liga de Basquete Feminino de 2013–14
A Liga de Basquete Feminino de 2013-14 é uma competição brasileira de basquete feminino organizada pela Liga Nacional de Basquete. É a quarta edição do campeonato organizado pela LNB, com a chancela da Confederação Brasileira de Basketball. Este torneio, é totalmente organizado pelos clubes participantes.

## Primeira Fase

### Classificação
| Pos | Times          | %    | Pts | J  | V  | D  | PF | PS | PA | Classificação ou rebaixamento  |
| --- | -------------- | ---- | --- | -- | -- | -- | -- | -- | -- | ------------------------------ |
| 1   | Sport          | 85,7 | 26  | 14 | 12 | 2  |    |    |    | Classificado para a Fase Final |
| 2   | Americana      | 85,7 | 26  | 14 | 12 | 2  |    |    |    | Classificado para a Fase Final |
| 3   | São José       | 71,4 | 24  | 14 | 10 | 4  |    |    |    | Classificado para os Playoffs  |
| 4   | Maranhão       | 64,2 | 23  | 14 | 9  | 5  |    |    |    | Classificado para os Playoffs  |
| 5   | Ourinhos       | 42,8 | 20  | 14 | 6  | 8  |    |    |    | Classificado para os Playoffs  |
| 6   | Santo André    | 35,7 | 19  | 14 | 5  | 9  |    |    |    | Classificado para os Playoffs  |
| 7   | Rio Claro      | 14,2 | 16  | 14 | 2  | 12 |    |    |    |                                |
| 8   | Lobos Brasília | 0,0  | 14  | 14 | 0  | 14 |    |    |    |                                |

## Playoffs

### Fase Classificatória
| Time 1   | Séries | Time 2      | 1º Jogo | 2º Jogo | 3º Jogo |
| -------- | ------ | ----------- | ------- | ------- | ------- |
| São José | 2–0    | Santo André | 72–60   | 65–52   | -       |
| Maranhão | 2–0    | Ourinhos    | 75–47   | 93–66   | -       |

### Chave
|  | Fase Classificatória (Melhor-de-3) | Fase Classificatória (Melhor-de-3) | Fase Classificatória (Melhor-de-3) |  |  | Semi-Finais (Melhor-de-3) | Semi-Finais (Melhor-de-3) | Semi-Finais (Melhor-de-3) |  |  | Final (Melhor-de-3) | Final (Melhor-de-3) | Final (Melhor-de-3) |
|  |                                    |                                    |                                    |  |  |                           |                           |                           |  |  |                     |                     |                     |
|  |                                    |                                    |                                    |  |  | 1                         | Sport                     | 2                         |  |  |                     |                     |                     |
|  | 4                                  | Maranhão                           | 2                                  |  |  | 4                         | Maranhão                  | 0                         |  |  |                     |                     |                     |
|  | 5                                  | Ourinhos                           | 0                                  |  |  |                           |                           |                           |  |  | 1                   | Sport               | 0                   |
|  |                                    |                                    |                                    |  |  |                           |                           |                           |  |  | 2                   | Americana           | 2                   |
|  |                                    |                                    |                                    |  |  | 2                         | Americana                 | 2                         |  |  |                     |                     |                     |
|  | 3                                  | São José                           | 2                                  |  |  | 3                         | São José                  | 0                         |  |  |                     |                     |                     |
|  | 6                                  | Santo André                        | 0                                  |  |  |                           |                           |                           |  |  |                     |                     |                     |

Negrito - Vencedor das séries

itálico - Time com vantagem de mando de quadra

### Final
Primeiro Jogo
| 12 de abril 12:00 |                                                       | Americana | 62–55                                             | Sport |  | Ginásio Milton Azenha, Americana Público: 1944 |  |
| 12 de abril 12:00 | Placar por quarto: 15 - 14, 11 - 11, 20 - 12, 16 - 18 |           |                                                   |       |  | Ginásio Milton Azenha, Americana Público: 1944 |  |
| 12 de abril 12:00 | Pts: Clarissa (18) Rbts: Damiris (7) Asts: Joice (6)  |           | Pts: Erika (19) Rbts: Erika (5) Asts: Adriana (6) |       |  | Ginásio Milton Azenha, Americana Público: 1944 |  |

Segundo Jogo
| 19 de abril 13:00 |                                                                               | Sport | 62–66                                                                  | Americana |  | Ginásio Marcelino Lopes, Recife |  |
| 19 de abril 13:00 | Placar por quarto: 15 - 16, 13 - 14, 17 - 15, 17 - 21                         |       |                                                                        |           |  | Ginásio Marcelino Lopes, Recife |  |
| 19 de abril 13:00 | Pts: Adriana (14) Rbts: Erika (4) Asts: Adriana, Palmira, Erika e Sandora (1) |       | Pts: Clarissa (16) Rbts: Clarissa (6) Asts: Ariadna, Ferrari e Ega (2) |           |  | Ginásio Marcelino Lopes, Recife |  |

## Premiação
| Liga de Basquete Feminino de 2013-14     |
| São Paulo                                |
| ---------------------------------------- |
| Americana Campeão (3º título Brasileiro) |